# Kościół Wniebowzięcia Najświętszej Maryi Panny w Węgorzynie
Kościół Wniebowzięcia Najświętszej Maryi Panny w Węgorzynie – rzymskokatolicki kościół parafialny w Węgorzynie, w powiecie łobeskim, w województwie zachodniopomorskim. Należy do dekanatu Łobez archidiecezji szczecińsko-kamieńskiej. Mieści się przy ulicy Grunwaldzkiej.

## Historia
Świątynia parafialna została wzniesiona z kamienia narzutowego w XV wieku. Po pożarach, szczególnie w 1593 roku, zatraciła swoją pierwotną formę. W 1750 roku została wybudowana wieża konstrukcji ryglowej, która została wbudowana w korpus kościoła. Kościół został zniszczony w 1945 roku. Odbudowany w latach 1957-1959 (z wyjątkiem wieży). W 2 lata po erygowaniu parafii, w dniu 31 maja 1959 roku, biskup Jerzy Stroba poświęcił świątynię. W 1999 roku została podjęta decyzja o wymianie dachu. Jednak ks. Karol Wójciak i zespół doradców z Rady Parafialnej postanowili odbudować wieżę. Przy pomocy dokumentów przedwojennych zostało wykonane wierne odzwierciedlenie według projektu Macieja Płochowiaka. Zebrane środki finansowe i bezinteresowna pomoc sprawiły, że obecnie świątynia posiada 41-metrową wieżę wraz z hełmem, nakrytą blachą miedzianą oraz nowe empory. Prace zostały zakończone w 2004 roku.

## Wyposażenie
We wnętrzu świątyni znajdują się zrekonstruowane renesansowe empory, ich korpus jest ozdobiony ornamentem okuciowym, wyrzeźbionym w drewnie, a od północy znajdują się 3 przypory.